# Estação Ferroviária Lauro Müller
A Estação Ferroviária Lauro Müller foi uma estação ferroviária localizada na cidade de Itabaiana, Paraíba. Inaugurada em 2 de outubro de 1907 e parcialmente demolida nos finais do século XX, restam apenas partes dela.
A estação integrava o ramal de Campina Grande, que inicialmente partia desde Itabaiana até a cidade de Campina Grande e depois de concluída a ligação entre Sousa-Pombal, Pombal-Patos e Patos-Campina, ligou-se com o Ceará.

## Histórico
Em 1907 foi inaugurada a estação, integrando o ramal de Campina Grande, que partia da ferrovia da Great Western, que ligava Recife a Natal. O ramal da Paraíba foi prolongado de Sousa até Patos, em 1944 e em 1958, completou a ligação férrea entre o Ceará e a Paraíba ou Pernambuco.
O transporte de passageiros não acontecia na linha desde os anos de 1980 e a estação deixou de servir ao seu propósito inicial no início dos anos 2000, encontrando-se atualmente, parcialmente demolida.

## Localização
Localizava-se na zona rural de Itabaiana, à altura do quilômetro 160 do Ramal de Campina Grande, próximo ao povoado de Guarita. Tinha como estações próximas a de Mogeiro e a de Itabaiana.